# Marijke van der Wijst
Marijke van der Wijst (Borne, 1940) is een Nederlandse interieurarchitect en vormgever van tentoonstellingen.
Zij werkt veelal in opdracht van de culturele sector zoals musea. Zij ontwierp onder meer het interieur van het Anne Frank Huis en de trouwzaal in de Beurs van Berlage tijdens de huwelijksvoltrekking van Willem-Alexander en Máxima.

## Erkenning
In 1993 ontving Van der Wijst de Kho Liang-Le-prijs voor industriële vormgeving van het Amsterdams Fonds voor de Kunst. Zij kreeg de prijs voor de inrichting van de tentoonstelling Voorzien (1993) in het Stedelijk Museum over de ontwerper Benno Premsela.
In 2001 bekroonde het Amsterdams Fonds voor de Kunst interieurarchitect Marijke van der Wijst voor haar herinrichting van het Anne Frank Huis met de Mart Stamprijs.
In 2011 werd de Piet Zwart Prijs aan haar toegekend voor het vakgebied van ontwerpers.
- Gemeinsame Normdatei: 120205319
- International Standard Name Identifier: 0000 0000 8000 3850
- Library of Congress Control Number: no98081361
- Nederlandse Thesaurus van Auteursnamen: 164977961
- Réseau des bibliothèques de Suisse occidentale: 02-A013711816
- RKD-Nederlands Instituut voor Kunstgeschiedenis: 127553
- Union List of Artist Names: 500274041
- Virtual International Authority File: 66090098
- WorldCat: E39PBJfCr89dkQBb33xDKtjV4q